# Sonic Prime
Sonic Prime è una serie televisiva animata basata sul franchise giapponese di videogiochi Sonic the Hedgehog, prodotta da Sega, Netflix Animation, WildBrain Studios e Man of Action Entertainment. Questa è la sesta serie televisiva basata sul franchise e seconda ad essere realizzata in grafica computerizzata e alta definizione, e inoltre è la prima ad essere canonica al filone narrativo della stessa serie di videogiochi in quanto è ambientata dopo gli eventi del gioco Sonic Advance 3 (2004).
La prima stagione è stata pubblicata il 15 dicembre 2022 su Netflix con 8 episodi. La seconda stagione è uscita il 13 luglio 2023 di nuovo con 8 episodi; mentre la terza e ultima è uscita l'11 gennaio 2024 con 7 episodi. Il trailer della seconda stagione è uscito il 23 giugno 2023, in occasione del trentaduesimo anniversario della serie videoludica. Il 19 dicembre 2024 è stato annunciato che andrà in onda su Super! dal 23 dello stesso mese.

## Trama
Durante una prima battaglia esplosiva con il suo nemico di sempre, il Dottor Eggman, Sonic distrugge incautamente un misterioso artefatto chiamato il "Prisma del Paradosso" (in versione originale il "Paradox Prism"), che frantuma tutto l'universo e manda lui e i suoi amici a precipitare attraverso dimensioni parallele chiamate i "Prismamondi". Cercando di ripristinare l'universo originale e salvare i suoi amici (che fino a quel momento aveva dato per scontato), Sonic corre attraverso i cinque mondi alternativi del "Prismaverso" ("New Yoke City", il "Bosco-Labirinto", il "Nessun-Posto", il "Tetro" e "Ghost Hill"), incontrando gli omologhi differenti dei suoi vecchi amici (Tails, Knuckles, Amy, Rouge, Big, Birdie e Froggy), compreso il suo tenebroso e antieroico rivale Shadow, e infine deve anche combattere per la prima volta contro il malvagio Consiglio del Caos, un gruppo di scienziati-dittatori che governano in maniera tirannica la città di New Yoke, composto da cinque omologhi di Eggman, mentre il loro obiettivo principale è di tentare di recuperare tutti i frammenti di cristallo del prisma per poter conquistare l'intero Prismaverso. Così tutto l'universo sarà salvo e Sonic potrà felicemente riuscire a tornare a casa fino all'universo originale di Green Hill Zone con tutti i suoi vecchi amici, compreso il suo arcinemico.

## Episodi
| Stagione         | Episodi | Pubblicazione    |
| ---------------- | ------- | ---------------- |
| Prima stagione   | 8       | 15 dicembre 2022 |
| Seconda stagione | 8       | 13 luglio 2023   |
| Terza stagione   | 7       | 11 gennaio 2024  |

## Personaggi e doppiatori
Per la prima volta in una serie animata di Sonic di produzione oltreatlantica, il cast originale ha doppiatori completamente diversi, alcuni dei quali avevano però già contribuito. I doppiatori giapponesi sono invece gli stessi dei videogiochi ad eccezione del Dr. Eggman, doppiato da Mitsuaki Kanuka nella terza stagione al posto di Kotaro Nakamura, che si era preso una pausa per problemi di salute. Anche quelli italiani sono gli stessi dei giochi, tranne Big the Cat e Rouge the Bat, che al posto di Andrea De Nisco e Jasmine Laurenti sono doppiati da Marco Balbi (che aveva doppiato Eggman nel DLC di Sonic nel videogioco LEGO Dimensions) e Ilaria Silvestri. Con l'uscita di Sonic X Shadow Generations Ilaria Silvestri è stata riconfermata per Rouge, rimpiazzando Jasmine Laurenti.
| Personaggio                  | Doppiatore originale    | Doppiatore giapponese                                       | Doppiatore italiano  |
| Universo originale           | Universo originale      | Universo originale                                          | Universo originale   |
| ---------------------------- | ----------------------- | ----------------------------------------------------------- | -------------------- |
| Sonic the Hedgehog           | Deven Mack              | Jun'ichi Kanemaru                                           | Renato Novara        |
| Shadow the Hedgehog          | Ian Hanlin              | Kōji Yusa                                                   | Claudio Moneta       |
| Miles "Tails" Prower         | Ashleigh Ball           | Ryō Hirohashi                                               | Benedetta Ponticelli |
| Knuckles the Echidna         | Adam Nurada             | Nobutoshi Canna                                             | Maurizio Merluzzo    |
| Amy Rose                     | Shannon Chan-Kent       | Taeko Kawata                                                | Serena Clerici       |
| Rouge the Bat                | Kazumi Evans            | Rumi Ochiai                                                 | Ilaria Silvestri     |
| Big the Cat                  | Ian Hanlin              | Takashi Nagasako                                            | Marco Balbi          |
| Dr. Eggman                   | Brian Drummond          | Kotaro Nakamura (stagione 1-2) Mitsuaki Kanuka (stagione 3) | Aldo Stella          |
| Orbot                        | Deven Mack              | Mitsuo Iwata                                                | Massimo Di Benedetto |
| Cubot                        | Deven Mack              | Wataru Takagi                                               | Luca Sandri          |
| New Yoke City                |                         |                                                             |                      |
| Tails Nine                   | Ashleigh Ball           | Ryō Hirohashi                                               | Benedetta Ponticelli |
| Rusty Rose                   | Shannon Chan-Kent       | Taeko Kawata                                                | Serena Clerici       |
| Rebel Rouge                  | Kazumi Evans            | Rumi Ochiai                                                 | Ilaria Silvestri     |
| Knucks                       | Vincent Tong            | Nobutoshi Canna                                             | Maurizio Merluzzo    |
| Comandante Red               | Rachell Hofstetter      | Nodoka Hasegawa                                             |                      |
| Cittadino 1998               | Ian Hanlin              | Takashi Nagasako                                            | Marco Balbi          |
| Signor Dr. Eggman            | Brian Drummond          | Kotaro Nakamura (stagione 1-2) Mitsuaki Kanuka (stagione 3) | Aldo Stella          |
| Dr. Deep                     | Vincent Tong            | Yasuhiro Kikuchi                                            | Luca Ghignone        |
| Dr. Don't                    | Vincent Tong            | Takuma Sasaki                                               | Roberto Palermo      |
| Dr. Babble                   | Vincent Tong            |                                                             | Luca Bottale         |
| Dr. Done It                  | Brian Drummond          | Kotaro Nakamura (stagione 1-2) Seiya Yamanaka (stagione 3)  | Mario Scarabelli     |
| Chaos Sonic                  | Deven Mack              | Jun'ichi Kanemaru                                           | Renato Novara        |
| Bosco-Labirinto              |                         |                                                             |                      |
| Thorn Rose                   | Shannon Chan-Kent       | Taeko Kawata                                                | Serena Clerici       |
| Prim Rouge                   | Kazumi Evans            | Rumi Ochiai                                                 | Ilaria Silvestri     |
| Gnarly Knuckles              | Vincent Tong            | Nobutoshi Canna                                             | Maurizio Merluzzo    |
| Mangey Tails                 | Ashleigh Ball           | Ryō Hirohashi                                               | Benedetta Ponticelli |
| Hangry Cat                   | Ian Hanlin              | Takashi Nagasako                                            | Marco Balbi          |
| Nessun-Posto                 |                         |                                                             |                      |
| Rose la Nera / Capitano Rose | Shannon Chan-Kent       | Taeko Kawata                                                | Serena Clerici       |
| Knuckles il Terribile        | Vincent Tong            | Nobutoshi Canna                                             | Maurizio Merluzzo    |
| Rouge la Stecca              | Kazumi Evans            | Rumi Ochiai                                                 | Ilaria Silvestri     |
| Sails Tails                  | Ashleigh Ball           | Ryō Hirohashi                                               | Benedetta Ponticelli |
| Catfish                      | Ian Hanlin              | Takashi Nagasako                                            | Marco Balbi          |
| Capitano Jack                | Seán William McLoughlin |                                                             | Pasquale Severino    |
| Bunny Bones                  | Ashleigh Ball           | Nodoka Hasegawa                                             |                      |
| Stormbeard                   | Brian Drummond          |                                                             |                      |

## Altri media

### Videogiochi
I personaggi della serie sono stati inseriti come giocabili in quattro titoli per iOS e Android, quali Sonic Dash (2013), Sonic Forces: Speed Battle (2017), Sonic Speed Simulator (2022) e Sonic Prime Dash (2023, nonché sequel dei videogiochi Sonic Dash e Sonic Dash 2: Sonic Boom). New Yoke City è giocabile in Speed Simulator (assieme a Nessun-Posto) e Prime Dash.

### Fumetti
A novembre 2024 IDW Publishing inizierà una pubblicazione degli episodi in formato graphic novel. Il primo volume conterrà i primi due episodi.

## Citazioni e confronto coi videogiochi
Logan McPherson, direttore della serie, ha dichiarato che la serie è ambientata nel filone videoludico del franchise. Tuttavia, nel corso degli episodi, ci sono alcune lievi contraddizioni ai videogiochi e al canone narrativo:
- Secondo Sonic Prime, Sonic e il resto dei suoi amici (Tails, Knuckles, Amy, Rouge e Big) abitano tutti a Green Hill Zone, compresi Birdie e Froggy. Nei giochi, Tails si sposta tra Emerald Town (Sonic Battle), Station Square e Central City, Big e Froggy abitano a Mystic Ruins (Sonic Adventure) e Knuckles risiede ad Angel Island.
- Nel primo episodio della serie animata (Un mondo a pezzi), il protagonista è sorpreso quando scopre che gli Eggforcer non usano Flicky o altri animali come batterie. Tuttavia, in Sonic CD, i Badnik avevano semi di fiori, mentre in Sonic Heroes, avevano nuclei di energia.
- Nei flashback dove Sonic ricorda il primo incontro con Tails (Un mondo a pezzi) e Knuckles (Nuove conoscenze) e uno degli scontri con il Dr. Eggman (Nessuna via di fuga), i personaggi sono mostrati con uno stile a 16-bit dove hanno le iridi colorate dai videogiochi Sonic the Hedgehog 2, Sonic the Hedgehog 3 e Sonic Advance 3 e in entrambi i casi, il protagonista è da solo; negli anni novanta, gli occhi erano completamente neri e nel caso di Knuckles, l'incontro/scontro non avviene su Angel Island con il protagonista trasformato in Super assieme a Tails, ma a Hidden Palace senza trasformazione e Knuckles tira enormi rocce.
- Il nome del Cittadino 1998, uno dei tre omologhi di Big the Cat, è un riferimento alla prima apparizione del personaggio nel videogioco Sonic Adventure.
- Il nome di New Yoke City, oltre a citare New York, è riferito inoltre al tuorlo ("yolk") delle uova e al giogo, per sottolineare l'oppressione in cui i suoi abitanti sono costretti a vivere. La città stessa è anche basata su Robotropolis (Archie Sonic the Hedgehog, Sonic the Hedgehog SatAM, Sonic Underground, Sonic the Hedgehog: The Movie e Sonic salva il Natale), Megapolis (Archie Sonic the Hedgehog) e Eggperial City (IDW Sonic the Hedgehog), mentre l'aspetto è ispirato al futuro cattivo di Stardust Speedway (Sonic the Hedgehog CD) ed Eggmanlandia vista nel videogioco Sonic Unleashed.
- Lo stile di ribellione della Resistenza per combattere e sconfiggere una volta per tutte la tirannia del Consiglio del Caos e ispirato agli altri gruppi di eroi nelle loro precedenti apparizioni, come i Freedom Fighters (nelle serie a fumetti Archie Comics e Sonic the Comic, nelle prime tre serie animate e nel primo film cortometraggio animato) e lo stesso nome nel videogioco Sonic Forces, a sua volta basata sui Combattenti per la Libertà del villaggio di Liberandia.
- Il titolo originale dell'episodio La giungla ostile (Unwelcome to the Jungle) cita il singolo dei Guns N' Roses Welcome to the Jungle.
- Negli episodi Giro di vite e Da capo, Shadow dice veramente di essere la "forma di vita definitiva" (oppure la "forma di vita suprema") di fronte a Tails Nine e allo stesso Dr. Eggman come viene citato e narrato nei videogiochi Sonic Adventure 2, Shadow the Hedgehog e Shadow Generations.
- Nell'episodio Cupola dolce cupola, mostra la scena dell'incontro tra il Cittadino 1998 e Hangry Cat che si guardano stupiti in cui si puntano le loro dita per essere simili, praticamente simile di fronte il litigio tra lo Spider-Man 2099 e lo Spider-Man 1967 nel film d'animazione Spider-Man - Un nuovo universo.
- Nell'episodio Che bella squadra!, mostra le strutture luminose viola in cima ai pilastri che circonda la posizione del Prism Shard nel Nessun-Posto in cui sembrano ad assomigliare molto le statue di Kronos Island, apparse nel videogioco Sonic Frontiers.
- Ian Flynn ha dichiarato che al termine della terza e ultima stagione avrebbe specificato il momento esatto in cui accadono gli eventi degli episodi e quindi accade veramente qualcosa per confermare la canonicità della serie principale di videogiochi.[10] L'11 gennaio 2024 ha dichiarato che, oltre ad accadere qualche tempo dopo nel videogioco Sonic Advance 3 (per via del flashback visibile e includendo i titoli successivi), la collocazione precisa è discutibile perché la serie si cancella da sola.[11]

## Accoglienza

### Recensioni
IGN Italia ha dato alla prima stagione 7.8 apprezzando le gag, l'azione divertente e la narrazione veloce, ritenendola adatta sia ai più piccoli che ai veterani; Gamesailors ha dato 7,5 alla seconda stagione sottolineando il mantenimento del carisma e umorismo tipico dei videogiochi, della narrazione leggera e gli sviluppi interessanti, oltre al cliffhanger del sedicesimo episodio. Ha inoltre apprezzato i membri del Consiglio del Caos, ritenuti esilaranti.

### Ascolti
Nella prima settimana la prima stagione ha registrato 27,7 milioni di ore guardate, risultando al quinto posto in 61 paesi per un totale di 67 milioni di ore. Anche la seconda stagione ha esordito nella top 10, risultando decima in 19 paesi con 7,9 milioni di ore guardate e altre 6,8 nella settimana successiva.